# 薩海達克 (敖德薩州)
47°37′36″N 29°16′34″E / 47.62667°N 29.27611°E
薩海達克（烏克蘭語：Сагайдак）是位於烏克蘭西南部的村莊，由敖德萨州波迪利斯克区的奧克尼市鎮負責管轄。該村始建於1840年，面積0.35平方公里，海拔高度127米，2001年人口38，人口密度每平方公里108.57人。